# Hans Andres
Hans Andres (11 de abril de 1922 - 25 de março de 1944) foi um oficial alemão que serviu na  durante a Segunda Guerra Mundial. Foi condecorado com a Cruz de Cavaleiro da Cruz de Ferro.